# Kapitonym
En kapitonym är ett ord som ändrar betydelse och ibland även uttal när första bokstaven ändras från gemen till versal. Etymologiskt kan ordet kapitonym härledas från engelskans capitonym som i sin tur kommer av latinets capitalis, som avser huvudet; avlett ur caput, "huvud" och grekiskans ονυμα (onyma), som betyder "namn". De kapitonymer som även ändrar uttal kallas heterofona medan de som behåller sitt uttal är homofona.
Exempel på homofona kapitonymer i svenskan är:
- inga (ingen i plural) och Inga (kvinnonamn)
- maj (månaden) och Maj (kvinnonamn)

Exempel på heterofona kapitonymer i svenskan är:
- hans [hans] (genitivform av pronomenet han) och Hans [hɑːns] (mansnamn)
- inge [ˈinˌjeː] (i betydelsen ingjuta) och Inge [ˈiŋe] (mansnamn)
- israel [ɪsraˈeːl] (person från Israel) och Israel [ˈiːsrael] (landet Israel)
- japan [jaˈpɑːn] (person från Japan) och Japan [ˈjɑːpan] (landet Japan)
- polen ['puːlen] (bestämd form av pol) och Polen [ˈpoːlen] (landet Polen)
- tom [tʊm] (utan innehåll) och Tom [tɔm] (mansnamn)
- vinland ['viːnˌland] (land som producerar vin) och Vinland ['viːnland] (gammalt vikinganamn på nuvarande Nordamerika)
- öland [ˈøːˌland] (land som huvudsakligen består av öar, exempelvis Storbritannien) och Öland ['øːland] (svenskt landskap)